# Кајакаштво
Кајакаштво је спортско рекреативна грана у којој спортисти седе (у кајаку) или клече (у кануу), окренути лицем у смеру вожње, а покрећу се веслом које није ослоњено на чамац, већ се држи слободно у рукама.

## Историјат
Џон Макгрегор сматра се оцем данашњег кајакаштва. Био је шкотски адвокат који је 1865. године конструисао први туристички кајак на основу описа ескимских кајака и био први промотер кајакаштва у свету. Прво кајак био је дуг 457 cm и широк 76 cm, по димензијама веома сличан данашњим дивљоводашким кајацима. Такав један кајак, конзервиран, чува Ројал Кану Клуб у Енглеској, који је основан давне 1866. године и сматра се најстаријим кајакашким клубом на свету. Макгрегор је свој први кајак назвао Роб Рој, по јунаку истоименог романа Валтера Скота. То име се користи годинама касније за све чамце тог облика и сврхе, како у Европи, тако и у Америци.
Прва кајакашка регата одржана је 1867. године на Темзи и организовао ју је Кану Клуб из Лондона (1875. године краљица Викторија је издала одобрење да се поменути клуб може назвати Ројал Кану Клуб). 1871. године основан је Њујорк Кану Клуб у Америци, где по узору на индијанске чамце праве кајаке који се покрећу веслом са једном лопатицом. Чамци су названи "Канадиан" и већ од 1879. године се јављају и у Европи. 1880. године основан је и први кајакашки савез, Амерички кајакашки савез (АКС). 1924. год. основан је међународни кајакашки савез у Копенхагену, "Интернационални савез за кану спорт" под чијим покровитељством кајак постаје олимпијска дисциплина (од 1936. године и ОИ у Берлину). На првом послератном конгресу, одржаном 1946. год. у Стокхолму, савез мења назив у "Интернационална кану федерација", а званични језици уместо немачког постају енглески и француски.

## Разлика између кануа и кајака
Претпоставља се да кајак вероватно води порекло са Гренланда *реч “кајак” на језику ескима значи “човек-чамац” и најчешћи су у Северној Америци, Сибиру и на Гренланду), где су га Ескими користили за лов, риболов и транспорт. Кану је коришћен широм света као начин транспорта, за трговину и ратовање, а први званични спортски догађај за обе врсте чамаца је организован средином 19. века.
Разлика између спортских кајака и кануа је та што код кајака сваки веслач користи весло са две лопатице, док се код кануа користи весло с једном лопатицом, такође њихова разлика се огледа и у структури чамца.

## Дисциплине у кајакаштву
1. Кајак на мирним водама (спринтерске трке на 200, 500, 1000 и 5000 метара)
2. Маратон (од 10 до 42 km, са трчањем, савладавањем копнених препрека или без трчања)
3. Слалом (трке на 300 до 600 m уз савладавање водених препрека, капија)
4. Кајак на дивљим водама (спуст или маратон на стазама од 5 до 10 km на брзим, дивљим водама)
5. Поло (игра с лоптом)
6. Драгон боат (дуги домородачки чамци са по 20 веслача)
7. Једрење

## Кајакаштво на Олимпијским играма
На Олимпијским играма кајак на мирним водама појављује први пут у Паризу 1924. као деминстрациони спорт, а у Берлину 1936. је постао олимпијски спорт. До сада је Европа доминирала овим спортом и на Олимпијским играма и на светским првенствима, освајајући 90%. Модерни кајаци се праве по различитим дизајнима за посебне сврхе, а између осталог уз кану се користи у олимпијским спортовима кајак и кану на мирним водама, те кајак и кану на дивљим водама.
Једна од најпознатијих светски кајакашица је Бригита Фишер која је освојила укупно 12 медаља на ОИ, од којих су 6 златне медаље. Освојила је невероватних 37. медаља на светским првенствима и рекордер је међу кајакашима.
Дисциплине у тркама кајака и кануа су претрпеле бројне измене од својих првих појављивања на Играма до данас, а садашњи трендови иду ка смањењу такмичарских дистанци.

## Правила кајакаштва на Олимпијским играма
| Ц-1 (кану једноклек)   | 1.000 m | мушкарци |
| Ц-1 (кану једноклек)   | 500 m   | мушкарци |
| Ц-2 (кану двоклек)     | 1.000 m | мушкарци |
| Ц-2 (кану двоклек)     | 500 m   | мушкарци |
| К-1 (кајак једносед)   | 1.000 m | мушкарци |
| К-1 (кајак једносед)   | 500 m   | мушкарци |
| К-1 (кајак једносед)   | 500 m   | жене     |
| К-2 (кајак двосед)     | 1.000 m | мушкарци |
| К-2 (кајак двосед)     | 500 m   | мушкарци |
| К-2 (кајак двосед)     | 500 m   | жене     |
| К-4 (кајак четворосед) | 1.000 m | мушкарци |
| К-4 (кајак четворосед) | 500 m   | жене     |

## Кајакаштво у Србији
Као спортска грана кајак се у Југославији појавио 1919. године. Први југословенски кајак клуб основан је основан је 20. јануара 1930. у Загребу, док је прва званична регата одражана 10. септембра 1931. године на Сави од Брежица до Загреба. Исте године основан је клуб у Љубљани.
Кајакашки савез Југославије основан је 1936. године Од те године кајакашки учествују на светским првенствима и на олимпијским играма (Берлин). Занимљиво је да је Савез примљен у садашњи ИКФ (Светску кајакашку федерацију) а тада Међународно представништво за кајак (ИРК) пре него што је основан Савез, 12. октобра 1932. године на конгресу у Бечу. Наиме, према тадашњим правилима, за оснивање националног Савеза било је потребно постојање најмање три клуба. Југославија је тада имала само два клуба- у Загребу и Љубљани.
Кајакашки савез Србије основан је 1953. године. У протеклих 50. година израстао је у модерну организацију која броји преко тридесет чланова. Кајак и кану је један од најтрофејнијих спортова у Србији. Кајакаши из Србије до сада су освојили 51. медаљу на највећим светским и европским такмичењима. Само на олимпијадама, три златне и две сребрне медаље. У Београду је организовано пет светских пренстава. Једни од наших најуспешнијих кајакаша су свакако Марко Новаковић и Небојша Грујић као и сестре Молдован.
Запажене резултате наших спортиста прати и поверење међународних кајакашких институција, које Кајакашком савезу Србије додељују организацију највећих такмичења – пет Светских првенстава: 1971, 1973, 1975, 1978. и 1987. године; четири Европска првенства – 2007. и 2017. за јуниоре и млађе сениоре, 2011. и 2018. за сениоре; Светско универзитетско првенство 2008. и Светски куп 2017. године. Сва ова такмичења била су у дисциплинама – кајак и кану спринт. У кајаку и кануу спуст (на дивљим водама), Србија је такође организовала два Европска првенства: 2010. и 2011. године, као и Светски куп 2012. године
Српски репрезентативци у кајаку и кануу на међународним такмичењима освојили су укупно 145 медаља: 46 златних, 45 сребрних и 54 бронзаних медаља.
На Олимпијске игре у Токију 2020. године до сада се квалификовао двојац Марко Томићевић и Миленко Зорић.